# The Complete Studio Recordings
The Complete Studio Recordings je set svih studijskih albuma švedskog sastava ABBA. Osim tih osam CD-ova, sadrži i deveti CD (neobjavljene verzije njihovih pjesama) te dva DVD-a. Prvi sadrži video spotove, a drugi sadrži dokumentarni film i izbor s njihovih turneja.

## Popis pjesama
- CD 1

Ring Ring (1973.)
i dodatne pjesme:
"Ring Ring (Bara Du Slog En Signal)" (švedska verzija)
"Åh, Vilka Tider"
"Merry-Go-Round"
"Santa Rosa"
"Ring Ring" (španjolska verzija)
"Wer Im Wartesaal Der Liebe Steht" (njemačka verzija "Another Town, Another Train")
"Ring Ring" (njemačka verzija)
- CD 2

Waterloo (1974.)
i dodatne pjesme:
"Ring Ring" (US remiks iz 1974.)
"Waterloo" (švedska verzija)
"Honey, Honey" (švedska verzija)
"Waterloo" (njemačka verzija)
"Hasta Mañana" (španjolska verzija)
"Ring Ring" (UK remiks iz 1974.)
"Waterloo" (francuska verzija)
- CD 3

ABBA (1975.)
i dodatne pjesme:
"Crazy World"
"Medley: Pick A Bale of Cotton - On Top Of Old Smokey - Midnight Special (remiks iz 1978.)"
"Mamma Mia" (španjolska verzija)
- CD 4

Arrival (1976.)
i dodatne pjesme:
"Fernando"
"Happy Hawaii" (starija verzija "Why Did It Have To Be Me?")
"La Reina Del Baile" (španjolska verzija "Dancing Queen")
"Conociéndome, Conociéndote" (španjolska verzija "Knowing Me, Knowing You")
"Fernando" (španjolska verzija)
- CD 5

ABBA – The Album (1977.)
i dodatne pjesme:
"Al Andar" (španjolska verzija "Move On")
"Gracias Por La Música" (španjolska verzija "Thank You For The Music")
- CD 6

Voulez-Vous (1979.)
i dodatne pjesme:
"Summer Night City"
"Lovelight"
"Gimme! Gimme! Gimme! (A Man After Midnight)"
"Estoy Soñando" (španjolska verzija "I Have A Dream")
"Chiquitita" (španjolska verzija)
"¡Dame! ¡Dame! ¡Dame!" (španjolska verzija "Gimme! Gimme! Gimme! (A Man After Midnight)")
- CD 7

Super Trouper (1980.)
i dodatne pjesme:
"Elaine"
"Andante, Andante" (španjolska verzija)
"Felicidad" (španjolska verzija "Happy New Year")
- CD 8

The Visitors (1981.)
i dodatne pjesme:
"Should I Laugh Or Cry?"
"No Hay A Quien Culpar" (španjolska verzija "When All Is Said And Done")
"Se Me Está Escapando" (španjolska verzija "Slipping Through My Fingers")
"The Day Before You Came"
"Cassandra"
"Under Attack"
"You Owe Me One"
- CD 9

"Waterloo" (Alternate miks)
"Medley: Pick A Bale Of Cotton/On Top Of Old Smokey/Midnight Special" (Original miks iz 1975.)
"Thank You For The Music" (Doris Day verzija)
"Summer Night City" (Full Length verzija)
"Lovelight" (Alternate miks)
"Dream World"
"Voulez-Vous" (Extended remiks)
"On And On And On" (Full Length verzija)
"Put On Your White Sombrero"
"I Am The City"
"ABBA Undeleted: "Scaramouche" / "Summer Night City" / "Take a Chance on Me" / "Baby" (starija verzija Rock Me) / "Just a Notion" / "Rikky Rock ’n’ Roller" / "Burning My Bridges" / "Fernando (Frida Swedish Solo verzija)" / "Here Comes Rubie Jamie" / "Hamlet III Parts 1 & 2" / "Free as a Bumble Bee" / "Rubber Ball Man" / "Crying Over You" / "Just Like That" (saksofon verzija)/ "Givin’ a Little Bit More" -
- DVD 1

"Ring Ring"
"Waterloo"
"Mamma Mia"
"SOS"
"Bang-A-Boomerang"
"I Do, I Do, I Do, I Do, I Do"
"Fernando"
"Dancing Queen"
"Money, Money, Money"
"Knowing Me, Knowing You"
"That's Me"
"The Name of the Game"
"Take A Chance On Me"
"Eagle"
"One Man, One Woman"
"Thank You For The Music"
"Summer Night City"
"Chiquitita"
"Does Your Mother Know"
"Voulez-Vous"
"Gimme! Gimme! Gimme! (A Man After Midnight)"
"I Have A Dream"
"Super Trouper"
"The Winner Takes It All"
"On And On And On"
"Happy New Year"
"Lay All Your Love On Me"
"Head Over Heels"
"When All Is Said And Done"
"One of Us"
"The Day Before You Came"
"Under Attack"
"Estoy Soñando" (bonus)
"Felicidad" (bonus)
"No Hay A Quien Culpar" (bonus)
"Dancing Queen" (verzija iz 1992., bonus)
"The Last Video" (bonus)
- DVD 2

dokumentarni film
"Gimme! Gimme! Gimme! (A Man After Midnight)"
"Super Trouper"
"Two for the Price of One"
"Slipping Through My Fingers"
"On And On And On"